# Jacob Heremans
Jacques François Jean (Jacob) Heremans (Antwerpen, 28 januari 1825 - Gent, 13 maart 1884) was een Belgisch liberaal politicus en hoogleraar aan de Gentse universiteit.

## Levensloop
Heremans was leraar aan het Gentse atheneum en hoogleraar in de Nederlandse letterkunde aan de Gentse universiteit. Als overtuigd flamingant oefende hij een grote invloed uit op tal van latere politici, zoals Julius Vuylsteke, Gustave Rolin-Jaequemyns, Julius De Vigne en Emile Moyson.
In 1851 was hij medeoprichter van het Willemsfonds, een vereniging waarvan hij in 1875 voorzitter werd. Als liberaal politicus zetelde hij in de Oost-Vlaamse provincieraad van 1870 tot 1876, en in de Gentse gemeenteraad vanaf 1875. In 1879 werd hij er schepen van Onderwijs. Hij was tot zijn ontslag in 1882 als overtuigd antiklerikaal promotor van het openbaar onderwijs.
Bij zijn stichting in 1852 stuurde het genootschap T.S.G. 't Zal Wel Gaan meteen een verzoekschrift naar het ministerie van Binnenlandse Zaken met als doel de oprichting van een leergang Nederlandse letterkunde aan de Gentse rijksuniversiteit. Minister Ferdinand Piercot stemde toe en in november 1855 werd de cursus gestart door Constant Serrure als hoogleraar en Jacob Heremans als lector. De laatste werd in 1864 buitengewoon hoogleraar voor dit vak.  
Hij was samen met Pierre De Baets en Edward Campens een van de stichters van onder andere het tijdschrift "Het Leesmuseum", dat van 1856 tot 1859 verscheen. 
Vanaf 1874, bij het eerste verschijnen van het tijdschrift, had hij gedurende tien jaar de leiding over het Nederlandsch Museum. Tijdschrift voor Letteren, Wetenschap en Kunst.